# Валь-д’Эрдр-Оксанс
Валь-д’Эрдр-Оксанс (фр. Val d'Erdre-Auxence) — новая коммуна на западе Франции, регион Пеи-де-ла-Луар, департамент Мен и Луара, округ Сегре, кантон Шалонн-сюр-Луар. Расположена в 25 км к востоку от Анже, в 18 км от автомагистрали А11. 
Население (2020) — 4 908 человек.

## История
Коммуна образована 15 декабря 2016 года путем слияния коммун Вильмуазан, Ла-Корнюай и Ле-Луру-Беконне. Центром коммуны является Ле-Луру-Беконне. От него к новой коммуне перешли почтовый индекс и код INSEE. На картах в качестве координат Валь-д’Эрдр-Оксанса указываются координаты Ле-Луру-Беконне.

## Достопримечательности
- Отдельные здания бывшего аббатства Нотр-Дам-де-Понтрон
- Церковь Святого Петра в Ла-Корнюай
- Церковь Святых Петра и Павла в Вильмуазане

## Экономика
Структура занятости населения:
- сельское хозяйство — 18,5 %
- промышленность — 3,8 %
- строительство — 8,5 %
- торговля, транспорт и сфера услуг — 19,9 %
- государственные и муниципальные службы — 49,4 %

Уровень безработицы (2020) — 6,6 % (Франция в целом — 12,7 %, департамент Мен и Луара— 11,0 %). 

Среднегодовой доход на 1 человека, евро (2020) — 21 130 (Франция в целом — 22 400, департамент Мен и Луара — 21 790).

## Администрация
Пост мэра Валь-д’Эрдр-Оксанса с 2016 года занимает Мишель Бурсье (Michel Bourcier). На муниципальных выборах 2020 года возглавляемый им независимый список был единственным.
| Период | Период | Фамилия       | Партия        | Примечания                                                                                  |
| ------ | ------ | ------------- | ------------- | ------------------------------------------------------------------------------------------- |
| 2016   |        | Мишель Бурсье | Разные правые | государственный служащий, бывший мэр Ле-Луру-Беконне, член Генерального совета департамента |

## Галерея

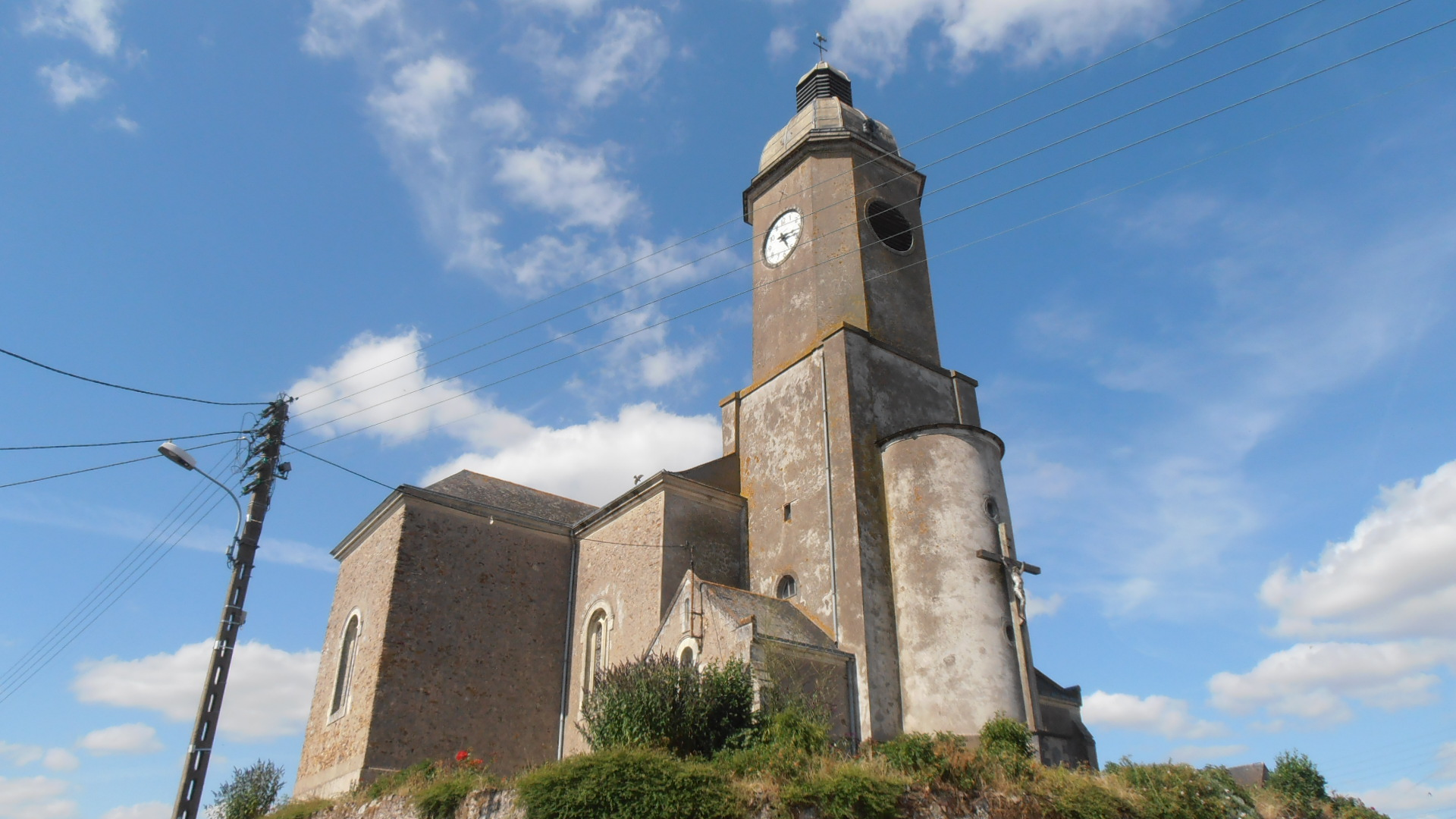
Церковь Святого Петра
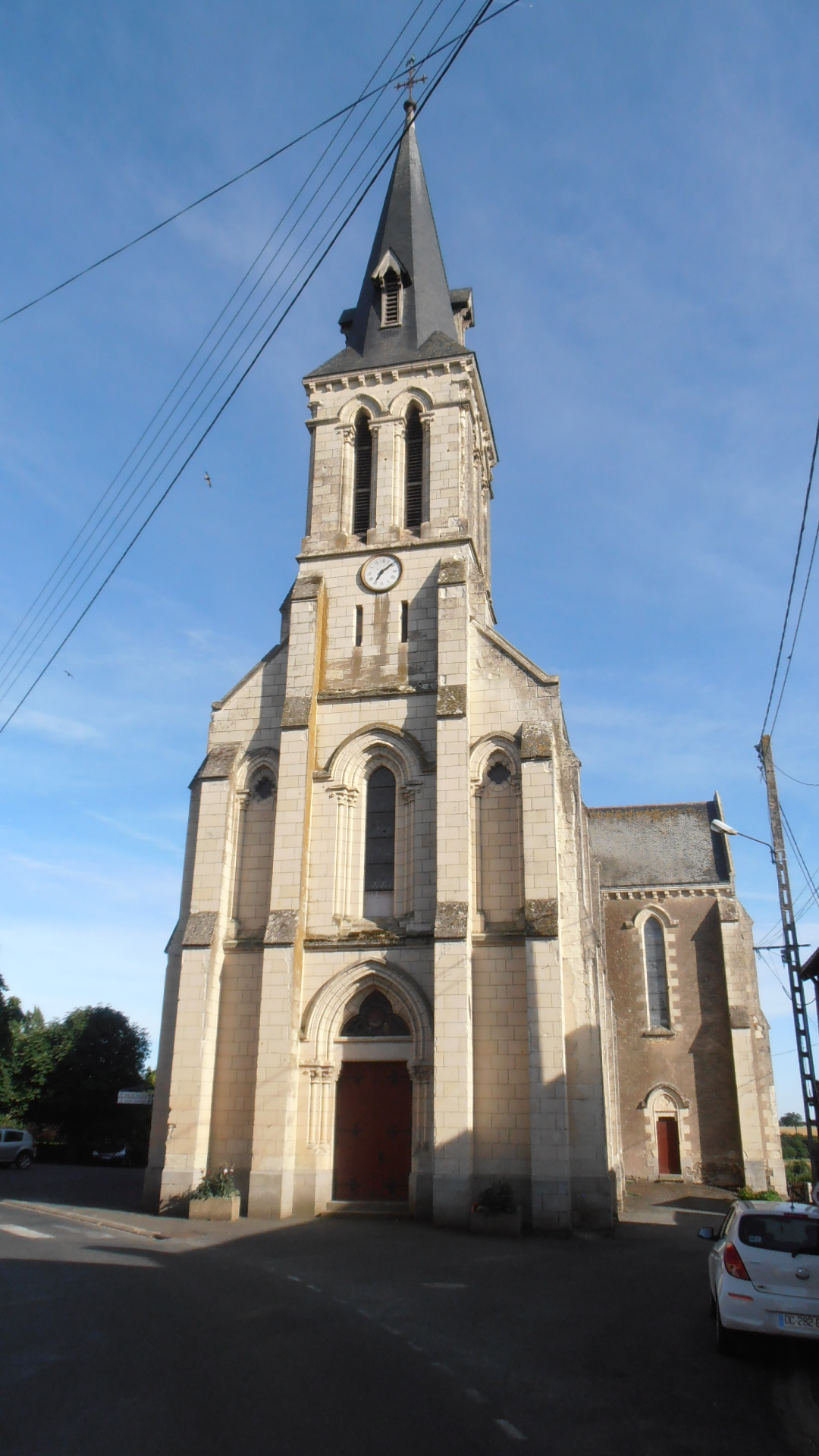
Церковь Святых Петра и Павла